# Liste der deutschen Botschafter in Brasilien
Die Liste der deutschen Botschafter in Brasilien enthält die jeweils ranghöchsten Vertreter des Norddeutschen Bundes, des Deutschen Reichs und der Bundesrepublik Deutschland in Brasilien. Bereits 1867 hatte der Norddeutsche Bund einen Vertreter für diplomatische Angelegenheiten nach Brasilien entsandt. Diesen Posten übernahmen dann akkreditierte Diplomaten des Deutschen Kaiserreiches, der Weimarer Republik und des Dritten Reiches, bis die Vertretung in Rio de Janeiro 1937 zur vollwertigen Botschaft umgewandelt wurde. Mit der Einrichtung von Brasília als neuer Hauptstadt zog auch die deutsche Botschaft bis 1970 dorthin um.

## Norddeutscher Bund/Deutsches Reich

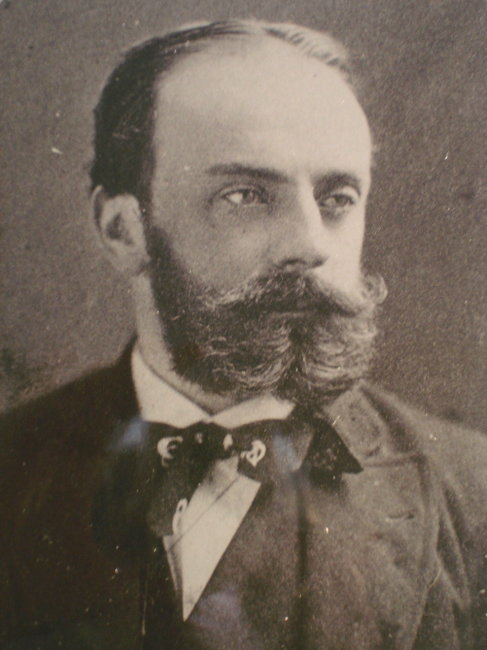
Rudolf Friedrich Le Maistre

| Name                          | Amtszeit  | Anmerkungen                               |
| ----------------------------- | --------- | ----------------------------------------- |
| Julius de Saint-Pierre        | 1867–1871 | Ministerresident des Norddeutschen Bundes |
| Eberhard zu Solms-Sonnenwalde | 1872–1873 | Ministerresident des Deutschen Reichs     |
| Xaver Uebel                   | 1874–1877 | Chargé d’affaires                         |
| Graf Heinrich von Beust       | 1877–1879 |                                           |
| Rudolf Friedrich Le Maistre   | 1879–1886 |                                           |
| Otto Magnus von Dönhoff       | 1886–1892 |                                           |
| Heinrich Graf von Luxburg     | 1892–1894 | Chargé d’affaires                         |
| Friedrich Richard Krauel      | 1894–1898 |                                           |
| Emmerich von Arco-Valley      | 1898–1900 |                                           |
| Karl Georg von Treutler       | 1901–1907 |                                           |
| Franz von Reichenau           | 1907–1908 |                                           |
| Emmerich von Arco-Valley      | 1909      |                                           |
| Christian Gustav Michahelles  | 1910–1913 |                                           |
| Adolf Pauli                   | 1913–1917 |                                           |
| Georg Alfred Plehn            | 1920–1925 |                                           |
| Hubert Knipping               | 1925–1932 |                                           |
| Arthur Schmidt-Elskop         | 1933–1937 | Gesandter                                 |
| Karl Ritter                   | 1937–1938 |                                           |
| Curt Max Prüfer               | 1939–1942 |                                           |

## Bundesrepublik Deutschland

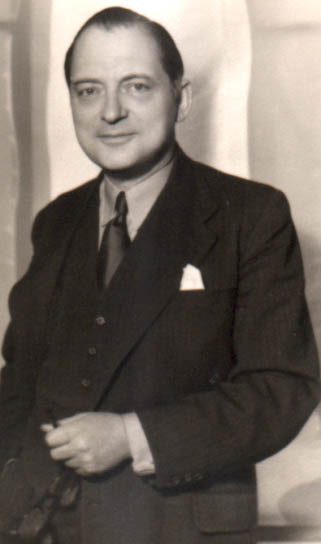
Carl Werner Dankwort

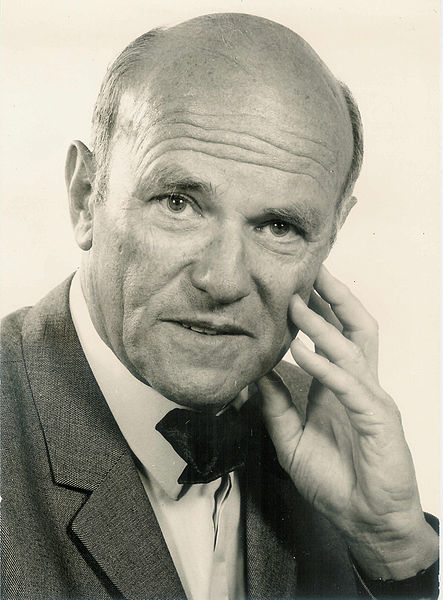
Karl Hermann Knoke (1964)

| Name                     | Amtszeit  | Anmerkungen                                         |
| ------------------------ | --------- | --------------------------------------------------- |
| Fritz Oellers            | 1951–1956 |                                                     |
| Carl Werner Dankwort     | 1956–1958 |                                                     |
| Gebhardt von Walther     | 1958–1959 |                                                     |
| Herbert Dittmann         | 1959–1962 |                                                     |
| Gebhard Seelos           | 1962–1966 |                                                     |
| Ehrenfried von Holleben  | 1966–1971 | letzter deutscher Botschafter in Rio                |
| Karl Hermann Knoke       | 1971–1974 | erster Botschafter in der neuen Hauptstadt Brasília |
| Horst Röding             | 1974–1977 |                                                     |
| Hansjörg Kastl           | 1977–1980 |                                                     |
| Franz Jochen Schoeller   | 1980–1983 |                                                     |
| Walter Gorenflos         | 1984–1987 |                                                     |
| Heinz Dittmann           | 1987–1990 |                                                     |
| Theodor Wallau           | 1991–1993 |                                                     |
| Herbert Limmer           | 1993–1995 |                                                     |
| Claus-Jürgen Duisberg    | 1995–1999 |                                                     |
| Hans-Bodo Bertram        | 1999–2001 |                                                     |
| Uwe Kaestner             | 2001–2004 |                                                     |
| Friedrich Prot von Kunow | 2004–2009 |                                                     |
| Wilfried Grolig          | 2010–2014 |                                                     |
| Dirk Brengelmann         | 2014–2016 |                                                     |
| Georg Witschel           | 2016–2020 |                                                     |
| Heiko Thoms              | 2020–2023 |                                                     |
| Bettina Cadenbach        | seit 2023 |                                                     |